# Salvia sonklarii
Salvia sonklarii là một loài thực vật có hoa trong họ Hoa môi. Loài này được Pant. miêu tả khoa học đầu tiên năm 1881.